# Economia de Zàmbia

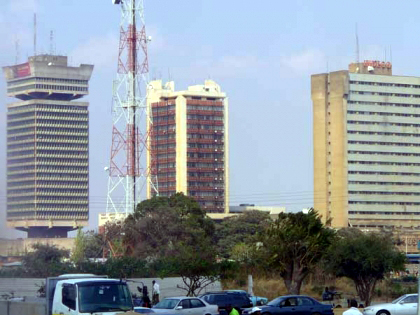
Edificis em Lusaka

L'economia de Zàmbia ha experimentat un fort creixement en els últims anys. Entre 2005 i 2008 el país va créixer aproximadament un 6% anual. El país depèn, en gran manera, del coure, mineral del que Zàmbia és un dels primers productors mundials i que representa el 90% del valor de les exportacions. Aquest país pertany a l'anomenat "cinturó de coure", prolongació dels jaciments de Shaba (República Democràtica del Congo). La privatització de les mines estatals de coure el 1990 va alliberar el govern de gastar amb el sector. La producció de mineral de coure ve creixent des del 2004 a causa de l'augment dels preus internacionals i a la inversió estrangera. No obstant això, el país és un dels més pobres del món: el seu PIB per capita és solament de 1.400 dòlars americans. L'agricultura és l'activitat econòmica del 85% dels treballadors del país.
El petroli és importat i arriba des del port de Dar es Salaam (Tanzània). Dins del sector industrial destaca la branca de tractament de minerals (sobretot la refinació del coure), també destaquen la producció del ciment i les indústries derivades de l'agricultura: olis vegetals, manufactures del cotó, sucreres, sabons, etc.
L'agricultura es troba poc desenvolupada (malgrat que genera un 85% d'ocupació total, formal i informal, del país); se centra bàsicament en els cultius de subsistència: blat de moro (és el cultiu principal i la base de la dieta zambiana), batata, cacauets, mandioca i mill. També presenta cultius de caràcter comercial (cotó, cafè, canya de sucre, tabac). En la ramaderia cal citar la cabanya bovina. En els llacs i cursos fluvials es practica l'activitat pesquera.
El turisme internacional, que busca els espais naturals del país (cataractes, safaris...) constitueix una important font d'ingressos.
Actualment a Zàmbia, un 60% de la població viu sota la línia de pobresa, sent aquesta un 78% a les àrees rurals i un 52% a les àrees urbanes.